# The Jack Benny Program
The Jack Benny Program est une émission de radio et une série télévisée américaine avec Jack Benny. Elle est diffusée pendant plus de trente ans. Elle est généralement considérée comme une référence de la comédie américaine du XXe siècle.

## Série télévisée

### Distribution

#### Acteurs principaux
- Jack Benny : lui-même
- Eddie Anderson : Rochester Van Jones
- Don Wilson : lui-même
- Gene McNulty : Dennis Day
- Sadie Marks : Mary Livingstone
- Phil Harris : lui-même
- Mel Blanc : Carmichael l'ours polaire
- Frank Nelson : "Yeeee-essss?" Man
- Sheldon Leonard
- Artie Auerbach : M. Kitzel
- Joseph Kearns : Ed
- Bob Crosby : le leader du groupe
- Benny Rubin : plusieurs personnages
- Dale White : Harlow Wilson
- Verna Felton : Mme Day
- Bea Benaderet : Sara Berner
- Jane Morgan : Gloria Gordon
- Madge Blake : Jessica Fax
- James Stewart : lui-même
- Butterfly McQueen : Butterfly, la nièce de Rochester

#### Acteurs secondaires et invités
- Ronald Colman et Benita Colman : eux-mêmes
- Frank Parker : le chanteur de l'émission
- Kenny Baker : le ténor de l'émission
- Andy Devine : l'ami de Jack
- Sam Hearn : Schlepperman
- Ed Beloin : M. Billingsley
- Larry Stevens : un chanteur
- Mary Kelly : Blue Fairy
- Gisele MacKenzie : une chanteuse et violoniste
- Blanche Stewart : plusieurs personnages
- Barry Gordon : Jack Benny enfant
- Johnny Green : le leader du groupe